# フォビドゥン
フォビドゥン (FORBIDDEN) は、1985年に結成されたアメリカ カリフォルニア州サンフランシスコ出身のスラッシュメタルバンドである。スレイヤーに加入したポール・ボスタフが在籍していたバンドとして有名である。

## 概要
1985年の結成当時はフォビドゥン・イーヴル (FORBIDDEN EVIL) と名乗っていたが、バンド名に「EVIL」が入っているため、悪魔的イメージを持たれることが多かったのを懸念したバンドは1987年にフォビドゥンに改名した。
アメリカ西海岸で一緒に活動していたエクソダス、テスタメント、ラーズ・ロキット、ヒーゼン、デス・エンジェル、ヴァイオレンスといったスラッシュメタルバンドはいずれもベイエリア・クランチと呼ばれる、ザクザクとしたソリッドなリフ・カッティングを特徴としていたこともあって他のスラッシュメタルとの差別化を図る意味でベイエリア・スラッシュメタルと呼ばれていた。中でもフォビドゥンはスラッシュメタルでは珍しい、ハイトーンで歌い上げるボーカルを擁し、デモ・テープの段階からベイエリア・スラッシュ・シーンの期待の新人として有名であり、1988年にオリジナル・バンド名を冠した『Forbidden Evil』でデビューを飾った。翌年の1989年5月にはオランダで開催されたメタル・フェスティバル「ダイナモ・オープン・エアー」にアーマード・セイント、サヴァタージ、セイクレッド・ライク、ホーリー・モーゼスらと共に出演した。
しかし、1990年代初頭のニルヴァーナ、パンテラの台頭や、メタリカのブラックアルバムのヒットに影響され、メタル・シーンがヘヴィでグルーブ重視の方向に進む中、フォビドゥンもスラッシュメタルからミドル・テンポ主体のヘヴィ・ロック路線に音楽性を変更したため、ファンの支持を得られず、活動規模も縮小してしまう。その後、数枚のアルバムをリリースしたものの、結局1997年に活動を終了した。
2001年に癌との闘病中だったテスタメントのボーカル、チャック・ビリーの為のベネフィットイベント「スラッシュ・オブ・ザ・タイタンズ」にエクソダス、テスタメント、デス・エンジェル、ヴァイオレンス、ヒーゼン、ラーズ・ロキットらと共に出演するために、フォビドゥン・イーヴルの名で一回限りの再結成ライブを行った。
2007年にフォビドゥンは2008年の全米及びヨーロッパでの再結成ライブに参加するために再び集まることとなった。このメンバーにはForbidden Evil期の顔ぶれや、ジェイコブスは参加しなかった。このときポール・ボスタフはテスタメントの新譜のレコーディングに参加していたため、最初の数回はダーク・エンジェルやデス、ストラッピング・ヤング・ラッドのドラマーとして有名なジーン・ホグランがドラムを担当した。その後ホグランの後釜として、ヴァイオレンス、ヒーゼンのドラマーであったマーク・ヘルナンデスがヨーロッパツアーにおいてのドラムとしてバンドに加入した。
この頃、フォビドゥンはニュークリア・ブラスト・レコードと5枚目のアルバムを出すための交渉を始めた。そして2010年、フォビドゥンは5枚目となるアルバム『Omega Wave』をリリース。2011年8月に、ドラマーであったマーク・ヘルナンデスが家庭上の都合により脱退。後任としてサーシャ・ホーンの加入が同年11月に発表された。
2012年に活動休止したが、2023年に新ボーカルのノーマン・スキナーとドラマーのクリス・コントスを迎えて再始動した。

## 略歴
- 1985年、FORBIDDEN EVILの名で活動を開始。当時のメンバーは、ラス・アンダーソン(Vo)、クレイグ・ロシセーロ(G)、ロブ・フリン(G)、マット・カマチョ(B)、ポール・ボスタフ(Ds)の5人であった。
- 1987年、ロブ・フリンが脱退（その後、ヴァイオレンスを経て、マシーン・ヘッドを結成）し、後任にグレン・アルヴェライスが加入。同年、コンバット・レコードと契約し、それを機にバンド名をフォビドゥンに改名する。
- 1988年、1stアルバム『Forbidden Evil』をリリース。
- 1989年、5月15日にオランダで開催されたメタル・フェスティバル「ダイナモ・オープン・エアー」に出演し、その模様をライブEP『Raw Evil Live』としてリリース。
- 1990年、グレン・アルヴェライスが脱退し、後任にティム・カルバートが加入。同年、2ndアルバム『Twisted Into Form』をリリース。
- 1992年、ベストアルバム『Point Of No Return』をリリース。その後、ポール・ボスタフがスレイヤーに加入するため脱退する。
- 1993年、クレイグ・ロシセーロがデスのツアーに参加する。
- 1994年、ポール・ボスタフの後任として、スティーブ・ジェイコブスが加入し、3rdアルバム『Distortion』をリリース。
- 1997年、4thアルバム『Green』をリリース。その後、バンドは解散。
- 2001年、癌との闘病中だったテスタメントのボーカル、チャック・ビリーの為のベネフィットイベント「スラッシュ・オブ・ザ・タイタンズ」に出演するため、前身バンドであるFORBIDDEN EVILの名で一夜限りの再結成を果たした。
- 2007年、再び再結成。アメリカ及びヨーロッパなどでツアーを行う。
- 2010年、5thアルバム、『Omega Wave』をリリース。
- 2012年、活動休止。
- 2023年、新ボーカルにノーマン・スキナー、ドラマーにクリス・コントスを迎えて再始動｡[1]

## メンバー

### 現在のメンバー
- ノーマン・スキナー / Norman Skinner - (Vo) (2023-)
- クレイグ・ロシセーロ / Craig Locicero - (G) (1985-1997 , 2007-2012 , 2023-)
  - 1993年にはデスのツアーに参加。現在はスパイラルアームズで活動。
- マット・カマチョ / Matt Camacho - (B) (1985-1997 , 2007-2012 , 2023-)
- クリス・コントス / Chris Kontos - (Ds) (2023-)
  - マシーン・ヘッドに在籍していたことがある。

### 元メンバー
- ラス・アンダーソン / Russ Anderson - (Vo) (1985-1997 , 2007-2012)
  - 現在は音楽業界から引退。
- ロブ・フリン / Robb Flynn - (G) (1985-1987)
  - 脱退後、ヴァイオレンスを結成するが1993年に脱退し、現在はマシーン・ヘッドを率いて活動中。
- グレン・アルヴェライス / Glen Alvelais - (G) (1987-1988 , 2007-2009)
  - 脱退後、テスタメントに加入。
- ティム・カルバート / Tim Calvert - (G) (1990-1997 ; 2018年死去)
  - 解散後、ネヴァーモアに加入。
- スティーブ・ジェイコブス / Steve Jacobs - (Ds) (1994-1997)
  - 脱退後は、スパイラルアームズ、テスタメントに加入。
- ポール・ボスタフ / Paul Bostaph - (Ds) (1985-1992)
  - 1992年に脱退したデイブ・ロンバードの後任としてスレイヤーに加入。2001年にスレイヤーを脱退すると、システマチックに加入。2003年にはテスタメントに加入し、2005年からはエクソダスに在籍していた。
- ジーン・ホグラン / Gene Hoglan - (Ds) (2007-2008)
  - 1984年ダーク・エンジェルに加入し、1992年の解散時まで在籍。1993年から1996年まではデス、1997年にテスタメント、1998年から2003年までストラッピング・ヤング・ラッド、2009年から2012年までフィア・ファクトリーのドラマーとして活動した。現在は2002年に再結成したダーク・エンジェルで活動中。
- マーク・ヘルナンデス / Mark Hernandez - (Ds) (2008-2011)
- サーシャ・ホーン / Sasha Horn - (Ds) (2011-2012)
- スティーヴ・スミス / Steve Smyth - (G) (2009-2012 , 2023-2024)

## ディスコグラフィ

### アルバム
- 1988年　Forbidden Evil
- 1990年　Twisted Into Form
- 1994年　Distortion
- 1997年　Green
- 2010年　Omega Wave

### シングル・ミニアルバム
- 1994年　No Reason

### ライブ
- 1989年　V.A. / The Ultimate Revenge 2 w/フェイス・オア・フィア、ダーク・エンジェル、レイブン
- 1989年　Raw Evil: Live At The Dynamo

### ベスト
- 1992年　Point of No Return